# Simon Astier
Pour les articles homonymes, voir Astier.
Simon Astier, né le 31 décembre 1983 à Dijon, est un acteur, réalisateur et scénariste français.

## Biographie
Né le 31 décembre 1983 à Dijon, Simon Astier est le fils des comédiens Lionnel Astier et Josée Drevon. Après quelques métiers artistiques, comme musicien ou monteur, Simon Astier choisit de devenir comédien, mais aussi auteur. Sa première expérience a lieu en famille, avec son père et son demi-frère, Alexandre Astier, lors du Festival d'Avignon. Il intègre ensuite une troupe d'acteurs, à Lyon, « La Compagnie et son personnel de bord », avec laquelle il joue à la fois des pièces classiques et des pièces signées par la troupe.
En 2004, il est à l'affiche du film Mariages !, dans un petit rôle. Avec un ancien ami de collège, le comédien Alban Lenoir, il joue la pièce Entre deux qu'il signe, tandis qu'Alban Lenoir s'occupe de la mise en scène. Puis il devient Yvain, le beau-frère niais du Roi Arthur dans la série Kaamelott, produite par CALT et diffusée sur M6 à partir de janvier 2005 (il avait tenu le rôle, de bien moindre importance, d'un commis de cuisine dans le court-métrage Dies iræ, à l'origine de la série). Il était aussi un des deux monteurs des trois premiers livres.
Il interprète le rôle d'Yvain (le chevalier au Lion) dans la série Kaamelott d'Alexandre Astier. Il est interviewé par Christophe Chabert dans l'acte V « Les chevaliers de la Table ronde » du film documentaire Aux Sources de Kaamelott réalisé entre 2006 et 2010 pour accompagner l'intégrale « Les Six Livres » des DVD de la série télévisée.
En 2006, Simon Astier est choisi par M6 et Virginie Efira pour participer à l'écriture de la série Off Prime avec Christophe Fort. Il devient le seul responsable des dialogues de la série, dans laquelle il interprète le rôle de Sam, aux côtés notamment d'Alban Lenoir.
En 2008, il réalise la série Hero Corp dont il est également l'un des créateurs, avec Alban Lenoir. Il y joue aussi le rôle de John, un jeune homme appelé pour sauver le monde. Il est en outre l'auteur des dialogues de la série.
Il tourne dans Les Lyonnais d'Olivier Marchal, où il interprète le rôle de Dany Devedjian, jeune. Le rôle de Dany Devedjian est interprété par son père, Lionnel Astier.
En mars 2022, il publie la bande-annonce de sa série de science-fiction Visitors destinée à Warner TV.
A partir du 8 février 2024, il apparaît comme personnage principal aux côtés de Chloé Ménager dans une web série intitulée "Ménagez moi". Alors qu'il apparaît dans 17 épisodes de la web série, qui évolue en comédie romantique autour de deux personnages décalés, cette web série rencontre le succès au fil des mois et comptabilise, uniquement sur la plateforme Instagram, plus de 60 millions de vues à la mi-juin 2025.

## Filmographie

### Cinéma
Réalisateur
- 2025 : McWalter (également co scénariste)

#### Acteur

##### Longs métrages
- 2004 : Mariages ! de Valérie Guignabodet : Nicolas
- 2011 : On ne choisit pas sa famille de Christian Clavier : Hervé
- 2011 : Les Lyonnais d'Olivier Marchal : Dany Devedjian jeune
- 2011 : Cassos de Philippe Carrese : Toulouse
- 2012 : Astérix et Obélix : Au service de sa Majesté de Laurent Tirard : un des légionnaires bataille
- 2013 : Denis de Lionel Bailliu : Mathieu
- 2015 : West Coast de Benjamin Weill : Yoan
- 2016 : La Folle histoire de Max et Léon de Jonathan Barré et du Palmashow : un résistant
- 2017 : L'Embarras du choix de Eric Lavaine : Richard jeune
- 2018 : Christ(off) de Pierre Dudan : Frère Julien
- 2022 : Le Visiteur du futur de François Descraques : Michel Millot
- 2023 : Antigang, la relève de Benjamin Rocher : l'informateur de la DGSI
- 2024 : Nous, les Leroy de Florent Bernard : Xavier, le gendarme
- 2025 : Anges & Cie  de Vladimir Rodionov : Nathanaël

##### Courts métrages
- 2003 : Dies iræ d'Alexandre Astier : le coupe-citron
- 2009 : Machination d'Arnaud Demanche : David Péréa
- 2012 : Bienvenue aux Acteurs Anonymes de Mathias Gomis : lui-même
- 2013 : Zygomatiques

### Télévision

#### Acteur
- 2005-2009 : Kaamelott (sur M6) : Yvain
- 2006 : Profils criminels : Élève 2
- 2007 : Off Prime (sur M6) : Sam
- 2008-2017 : Hero Corp (sur Comédie! puis France 4 et sur Game One) : John
- 2011 : Les Edelweiss (sur TF1) : Guillaume (épisode 3)
- 2012 : Section de recherches (sur TF1) : Olivier (saison 6)
- 2012 : Les Pieds dans le plat (sur France 3) : journaliste
- 2013 : Le jeu des 7 Familles, épisode Zygomatiques de Stephen Cafiero (sur Canal+) : Henry Gaulan
- 2014 : France Kbek (sur OCS) : Christophe Mologne
- 2014 : Profilage (sur TF1) : journaliste (saison 5, épisode 3)
- 2015 : Cherif (sur France 2) : Franck Lery (1 épisode)[6]
- 2017-2019 : La Petite Mort : Papa Mort (animation, voix)
- 2021 : Mortel (sur Netflix) : Le psy (saison 2 épisode 5)
- 2022 : Visitors (sur Warner TV) : Richard
- 2024 : Mercato : Cyril

#### Réalisateur
- 2007 : Off Prime (sur M6)
- 2008-2017 : Hero Corp (sur Comédie! puis France 4 et sur Game One)
- 2011 : Fais-toi plaisir[7]
- 2012 : Les Pieds dans le plat (sur France 3)
- 2012 : La boucle est bouclée (bonus DVD du spectacle Chose Promise d'Arnaud Tsamere)
- 2019-2021 : Mortel (saison 1 épisodes 4 à 6 et saison 2 épisodes 1, 2 et 5)
- 2022 : Visitors (sur Warner TV)
- 2024 : Mercato

#### Scénariste
- 2007 : Off Prime (sur M6)
- 2008-2017 : Hero Corp (sur Comédie! puis France 4 et sur Game One)
- 2022 : Visitors

#### Web séries
- 2012 : Le Golden Show (sur Golden Moustache) : Tag (épisode 4 : Extreme Makeover Parody)
- 2012 : Le Visiteur du futur[8] : Michel Millot (saisons 3 et 4)
- 2014 : Le Bureau des Rêves (sur Golden Moustache) : L'auteur loufoque
- 2014 : Dead Park (sur Golden Moustache) : le survivant
- 2017 : Flashback Museum (sur Studio Movie) : Anthony Mercier[9]
- 2017 : La petite mort, web-série d'animation créée par Davy Mourier : Papa Mort
- 2018 : Le Casse du siècle, série JAM de Julien Josselin
- 2021 : Un monde sans Rap d’Anis Rhali (sur Golden Moustache) : Philippe

## Théâtre
- 2004 : H.S. (Holmes… Sherlock Holmes) de Aurélien Portehaut
- 2005 : Entre deux de Simon Astier et Alban Lenoir
- 2013-2018 : Les matchs d'improvisation théâtrale de Hero Corp[10]
- 2021 : Le Discours de Fabcaro, mise en scène Catherine Schaub, théâtre Michel

## Distinctions
Prix d'interprétation 2013 (avec son demi-frère Alexandre Astier) au Festival du court métrage d'humour de Meudon pour Zygomatiques